# Cerro Verde, Teotitlán de Flores Magón
Cerro Verde är en ort i Mexiko.   Den ligger i kommunen Teotitlán de Flores Magón och delstaten Oaxaca, i den sydöstra delen av landet, 260 km sydost om huvudstaden Mexico City. Cerro Verde ligger 2 090 meter över havet och antalet invånare är 122.
Terrängen runt Cerro Verde är kuperad åt nordost, men åt sydväst är den bergig. Runt Cerro Verde är det ganska tätbefolkat, med 144 invånare per kvadratkilometer. Närmaste större samhälle är San Gabriel Casa Blanca, 12,6 km väster om Cerro Verde. Omgivningarna runt Cerro Verde är en mosaik av jordbruksmark och naturlig växtlighet.